# Piellokisjaure
Piellokisjaure är en sjö i Gällivare kommun i Lappland och ingår i Kalixälvens huvudavrinningsområde. Sjön har en area på 0,0543 kvadratkilometer och ligger 779,2 meter över havet.

## Delavrinningsområde
Piellokisjaure ingår i det delavrinningsområde (752390-166326) som SMHI kallar för Ovan Piedjasj-jåkka. Medelhöjden är 755 meter över havet och ytan är 13,67 kvadratkilometer. Det finns inga avrinningsområden uppströms utan avrinningsområdet är högsta punkten. Passejåkka som avvattnar avrinningsområdet har biflödesordning 3, vilket innebär att vattnet flödar genom totalt 3 vattendrag innan det når havet efter 351 kilometer. Avrinningsområdet består mestadels av skog (17 procent) och kalfjäll (80 procent). Avrinningsområdet har 0,05 kvadratkilometer vattenytor vilket ger det en sjöprocent på 0,4 procent.